# داركسايدرز
داركسايدرز هي لعبة فيديو من نوع المغامرات والحركة أنشأها فيجيل جيمز وتُطورها الآن "غان فير غايمز" (Gunfire Games). تدور أحداث اللعبة عن الأرض ما بعد نهاية العالم، حيث تواجه البشرية خطر الانقراض. تتميز ألعاب داركسايدرز بإمكانية المحاكة وأسلوب لعب تقطيع وذبح ومنظور الشخص الثالث.